# Leptogorgia rubra
Leptogorgia rubra är en korallart som beskrevs av Bielschowsky 1918. Leptogorgia rubra ingår i släktet Leptogorgia och familjen Gorgoniidae. Inga underarter finns listade i Catalogue of Life.